# Rivière Ruban
Rivière Ruban är ett vattendrag i Kanada.   Det ligger i provinsen Québec, i den sydöstra delen av landet, 300 km nordost om huvudstaden Ottawa. Rivière Ruban ligger vid sjön Lac Bréhard.
I omgivningarna runt Rivière Ruban växer i huvudsak blandskog. Trakten runt Rivière Ruban är nära nog obefolkad, med mindre än två invånare per kvadratkilometer.